# Jan Mennega
Jan Mennega (Assen, 8 augustus 1952) is een voormalig Nederland profvoetballer. Van 1971 tot 1974 kwam hij uit voor FC Groningen.  Na zijn voetbalcarrière werd hij tot zijn pensioen (sport)journalist bij het Dagblad van het Noorden, waarvoor hij nog sporadisch wedstrijden uit het amateurvoetbal verslaat en ook over golf schrijft.